# 758
758(칠백오십팔)은 757보다 크고 759보다 작은 자연수다.

## 수학
- 합성수로, 그 약수는 1, 2, 379, 758이다. 진약수의 합은 382이므로, 758은 부족수다.
  - 229번째 반소수다. 앞의 반소수는 755, 다음 반소수는 763이다.
- {\displaystyle 51^{3}-1}은 758로 나누어떨어진다.

## 과학
- NGC 758(독일어판, 프랑스어판): 고래자리 방향에 있는 렌즈형은하.
- 글리제 758: 거문고자리 방향에 있는 G형 주계열성.
- 758 맹쿠니아(영어판): 소행성.

## 교통

### 철도
- 서울 지하철 7호선 굴포천역의 역번호.

### 도로
- 현도 제758호선

## 군사
- 758 해군 항공대(영어판): 과거 존재한 영국의 해군 항공대.
- U-758(영어판): 제2차 세계 대전에 사용된 나치 독일의 군용 잠수함.

## 문화유산
- 대한민국의 보물 제758호: 남명천화상송증도가

## 기타
- 연도: 758년, 기원전 758년
- 일본의 지명 ‘나고야(なごや)’의 숫자 고로아와세.